# Mary Scanlon
Pour les articles homonymes, voir Scanlon.
Mary Gay Scanlon, née le 30 août 1959 à Watertown, est une avocate et femme politique américaine.
Membre du Parti démocrate, elle est élue de Pennsylvanie à la Chambre des représentants des États-Unis depuis 2018.

## Biographie
Elle est élue membre de la Chambre des représentants des États-Unis dans le 7e district de Pennsylvanie le 6 novembre 2018, lors d'une élection spéciale destinée à pourvoir le poste vacant par la démission du représentant Pat Meehan et à l'élection ordinaire d'un mandat de deux ans pour le 5e district. Elle entre en fonction le 13 novembre 2018 dans le 7e district puis le 3 janvier 2019 dans le 5e district, dans lequel elle est réélue en 2020, 2022 et 2024.